# هادسن (ماساچوست)
هادسِن (به انگلیسی: Hudson) شهرکی در شهرستان میدلسکس ایالت ماساچوست می‌باشد که در سال ۱۸۶۶ بنیان‌گذاری شده‌است. این شهرک در سرشماری سال ۲۰۱۰ میلادی، ۱۹٬۰۶۳ نفر جمعیت داشته‌است.